# Луиджи Пиоти
Луиджи Пиоти (на италиански: Luigi Piotti е бивш пилот от Формула 1. Роден на 18 февруари 1958 г. в Милано, Италия.

## Формула 1
Луиджи Пиоти прави своя дебют във Формула 1 в Голямата награда на Италия през 1955 г. В световния шампионат записва 8 състезания като не успява да спечели точки, състезава се с частен Мазерати и ОСКА.